# Mailfence
Mailfence — сервис защищенной электронной почты, предлагающий сквозное шифрование и цифровую подпись на основе OpenPGP. Был запущен в ноябре 2013 года компанией ContactOffice Group, которая с 1999 года предоставляет онлайн-решения для совместной работы для университетов и других организаций.

## История
Проект Mailfence был запущен основателями ContactOffice в середине 2013 года. В марте 2016 года компания выпустила публичную бета-версию электронной почты со сквозным шифрованием и цифровой подписью.

## Возможности
В дополнение к функциям защищенной передачи электронной почты Mailfence предлагает дополнительные возможности, такие как календарь, адресная книга, управление документами и совместная работа. Шифрование и двухфакторная аутентификация доступны в бесплатной версии продукта. Большинство других функций доступны только при наличии платной подписки, стоимость которой начинается от 2,50 € в месяц.

### Электронная почта
Сервис поддерживает POP3, SMTP, IMAP и Exchange ActiveSync, а также собственные домены с поддержкой SPF, DKIM, DMARC и универсальных адресов. Пользователи могут отправлять письма как с простым, так и с форматированным тестом, организовывать сообщения в папках и/или классифицировать их тегами, устанавливать подписи сообщений по умолчанию, создавать псевдонимы и использовать дополнительную адресацию для применения фильтров к входящим сообщениям.

### Контакты
Адресная книга поддерживает импорт (CSV, vCard, LDIF), экспорт (vCard, PDF) и доступ к ней при помощи CardDAV. Пользователи могут составлять списки адресов и систематизировать их с помощью тегов.

### Календарь
Календарь поддерживает импорт (vCal/iCal), экспорт и доступ к нему при помощи CalDAV. Пользователи могут поделиться своим календарем с членами группы, а также создавать опросы.

### Документы
Доступ к документам можно получить при помощи WebDAV или отредактировать онлайн. Пользователи могут перетаскивать файлы в папки и систематизировать их при помощи тегов.

### Группы
Группы позволяют пользователям совместно использовать почтовые ящики, документы, контакты, календари и безопасно общаться с ее членами в чате. Администратор группы может управлять правами доступа членов группы, а также может назначить другого члена группы в качестве соадминистратора или основного администратора группы.

### Веб-клиенты
Веб-интерфейс включает в себя встроенный IMAP, POP3, CalDAV и WebDAV-клиент. Пользователи могут добавлять внешние учетные записи и централизованно управлять ими через веб-интерфейс.

### Управление пользователями
Владельцы учетных записей могут создавать пользователей и управлять ими при помощи консоли администрирования.

## Расположение сервера
Поскольку серверы находятся в Бельгии, юридически они не подпадают под действие законодательства США. Поэтому, несмотря на договоры об экстрадиции с США, Mailfence не подчиняется американским Приказу о кляпе и Письмам национальной безопасности. В соответствии с бельгийским законодательством, все национальные и международные запросы о наблюдении должны проходить через бельгийский суд.

## Безопасность и конфиденциальность
Помимо обычных средств защиты и конфиденциальности, включая многофакторную аутентификацию, защиту от спама, черные и белые списки адресов, Mailfence предлагает следующие возможности:

### Сквозное шифрование
Сервис использует реализацию OpenPGP с открытым исходным кодом (RFC [rfc:4880 4880]). Закрытые ключи генерируются в клиентском браузере, шифруются (через AES256) с помощью парольной фразы пользователя, а затем сохраняются на сервере. Парольная фраза пользователя никогда не передается на сервер. Сервис также поддерживает сквозное шифрование с использованием паролей и возможностью ограничения срока действия сообщения.

### Цифровые подписи
Сервис предоставляет выбор между подписью или подписью с шифрованием электронной почты с вложениями или без них.

### Интегрированное хранилище ключей
Сервис предоставляет интегрированное хранилище ключей для управления ключами PGP и не требует каких-либо сторонних надстроек/плагинов. Пары ключей OpenPGP могут быть сгенерированы, импортированы или экспортированы. Открытые ключи других пользователей могут быть импортированы с помощью файла, вставки текста ключа или могут быть загружены непосредственно с серверов открытых ключей.

### Полная совместимость с OpenPGP
Пользователи могут общаться с любым поставщиком услуг, совместимым с OpenPGP.

## Свидетельство канарейки и Отчет о прозрачности
Сервис регулярно обновляет Отчет о прозрачности и Свидетельство канарейки.

## Рекомендации
1. ↑  ContactOffice launch and users. Дата обращения: 6 января 2021. Архивировано 13 июля 2016 года.
2. ↑  BETA launch of a pure end-to-end encrypted email solution that gives you full control. Дата обращения: 25 мая 2016. Архивировано 15 января 2021 года.
3. ↑  Mailfence Team. Spoofing defense for Custom domains: SPF, DKIM, DMARC (амер. англ.). Mailfence Blog (8 января 2018). Дата обращения: 6 января 2021. Архивировано 26 ноября 2020 года.
4. ↑  Private Email Providers (англ.). PrivacyTools. Дата обращения: 7 января 2021. Архивировано 13 января 2021 года.
5. ↑  Mailfence Release Notes Dec 2017 | Mailfence | Blog (амер. англ.). Mailfence Blog (5 декабря 2017). Дата обращения: 7 января 2021. Архивировано 27 января 2021 года.
6. ↑  Представляем Mailfence Calendar: безопасный онлайн-календарь для планирования, управления и отслеживания встреч и событий (англ.) (31 октября 2017). Дата обращения: 6 января 2021. Архивировано 10 февраля 2022 года.
7. ↑  Представляем Mailfence Опросы: простой и безопасный планировщик встреч (англ.). https://blog.mailfence.com (28 ноября 2017). Дата обращения: 6 января 2021. Архивировано 26 ноября 2020 года.
8. ↑  Документы Mailfence: безопасный обмен файлами, хранение и совместная работа (англ.) (9 ноября 2017). Дата обращения: 6 января 2021. Архивировано 10 февраля 2022 года.
9. ↑  Представляем Mailfence Groups: безопасное групповое сотрудничество (англ.) (5 сентября 2017). Дата обращения: 6 января 2021. Архивировано 18 января 2022 года.
10. ↑  Частные провайдеры электронной почты (англ.). Дата обращения: 6 января 2021. Архивировано 13 января 2021 года.
11. ↑  Шифрование электронной почты с помощью Gmail и Outlook.com или любого другого провайдера (англ.) (11 октября 2017). Дата обращения: 6 января 2021. Архивировано 6 мая 2019 года.
12. ↑  POP3 против IMAP против Exchange ActiveSync. В чем разница? (англ.) (22 сентября 2017). Дата обращения: 6 января 2021. Архивировано 6 мая 2019 года.
13. ↑  Управляйте своими пользователями с помощью консоли администратора Mailfence (англ.) (21 марта 2019). Дата обращения: 6 января 2021. Архивировано 6 мая 2019 года.
14. ↑  Сертификат Mailfence SSL / TLS (англ.) (10 июня 2016). Дата обращения: 6 января 2021. Архивировано 20 декабря 2016 года.
15. ↑  ДОГОВОР ОБ ЭКСТРАДИЦИИ С БЕЛЬГИЕЙ (англ.). Дата обращения: 6 января 2021. Архивировано 23 декабря 2016 года.
16. ↑  ДОПОЛНИТЕЛЬНЫЙ ДОГОВОР ОБ ЭКСТРАДИЦИИ С БЕЛЬГИЕЙ (англ.). Дата обращения: 6 января 2021. Архивировано 20 февраля 2020 года.
17. ↑  Политика конфиденциальности Mailfence (англ.) (12 ноября 2013). Дата обращения: 6 января 2021. Архивировано 15 января 2021 года.
18. ↑  OpenTechFund/secure-email. — 2021-01-02. Архивировано 24 декабря 2020 года.
19. ↑  Сквозное шифрование и цифровые подписи Mailfence (англ.) (25 июля 2016). Дата обращения: 6 января 2021. Архивировано 20 декабря 2016 года.
20. ↑  5 самых безопасных и зашифрованных провайдеров электронной почты (англ.) (13 февраля 2020). Дата обращения: 6 января 2021. Архивировано 18 февраля 2012 года.
21. ↑  Сообщения, зашифрованные паролем на основе симметричного шифрования (англ.) (12 декабря 2018). Дата обращения: 6 января 2021. Архивировано 17 января 2021 года.
22. ↑  A (mostly) In Depth Review of Mailfence (англ.) (1 сентября 2016). Дата обращения: 6 января 2021. Архивировано из оригинала 20 декабря 2016 года.
23. ↑  Email Encryption (англ.). OpenPGP (29 октября 2020). Дата обращения: 6 января 2021. Архивировано 27 августа 2016 года.
24. ↑  5 лучших безопасных почтовых сервисов на 2021 год (англ.) (6 апреля 2020). Дата обращения: 6 января 2021. Архивировано 6 октября 2021 года.
25. ↑  Mailfence OpenPGP Keystore дает полный контроль над управлением ключами (англ.) (17 мая 2017). Дата обращения: 6 января 2021. Архивировано 27 января 2021 года.
26. ↑  Transparency Report and Warrant Canary | Mailfence | Blog (амер. англ.). Mailfence Blog (29 апреля 2016). Дата обращения: 6 января 2021. Архивировано 14 января 2021 года.
27. ↑  Обзор Mailfence (англ.). Дата обращения: 6 января 2021. Архивировано 21 января 2021 года.